# Predsedatel'
Predsedatel' (Председатель) è un film del 1964 diretto da Aleksej Aleksandrovič Saltykov.